# Matematická analýza
Matematická analýza (řecky ανάλυσις [ana'lyzɪs] „řešení“, starořecky ἀναλύειν ánalýein „řešit“) je jednou ze základních disciplín matematiky. Jejími základními pojmy jsou funkce, limita (posloupností a funkcí), derivace a integrál. Zahrnuje však také teorii míry, nekonečných řad a analytických funkcí. Metody matematické analýzy mají velký význam v přírodních a technických vědách.

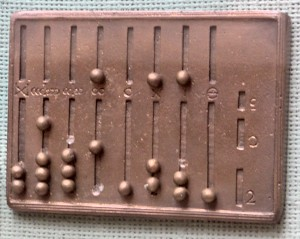
Replika římského abaku. Namísto bronzových kuliček se používaly oblázky (latinsky calculus).

Základy matematické analýzy (infinitezimální počet) se zejména v anglosaských zemích označují jako calculus, kalkul(us), což se po roce 2000 prosazuje někde i do češtiny. (Existuje však i logický kalkulus.) Toto označení pochází z latinského slova calculus, oblázek. Ve starověkém Římě se oblázky používaly v abacích, což byly desky s drážkami, ve kterých se kaménky posunovaly obdobně jako korálky na drátěném počítadle.

## Předmět zkoumání
Základními oblastmi matematické analýzy je diferenciální počet (funkce, limity, derivace) a integrální počet (primitivní funkce a neurčité integrály, určité integrály). Dále sem patří teorie  obyčejných i parciálních diferenciálních rovnic, integrálních rovnic, diferenciální geometrie, metrické prostory a další oblasti (posloupnosti, řady).
Původně se matematická analýza studovala v oboru reálných, později komplexních čísel. V současnosti se však její metody aplikují v široké třídě topologických prostorů. Důvodem je jednak možnost aplikace na širší třídu problémů (například studium funkcionální analýzy), jednak hlubší porozumění analýze v abstraktnějších prostorech, jež se už mnohokrát ukázalo být přímo aplikovatelné na klasické problémy. Jedním z příkladů by mohla být Fourierova analýza, kde jsou funkce vyjádřeny jako určité nekonečné řady (s komplexním exponentem nebo řady trigonometrických funkcí). V reálném světě je tato dekompozice užitečná k rozložení libovolné (zvukové) vlny až na jednotlivé frekvenční součásti. Koeficienty výrazu ve Fourierově rozvoji funkce mohou být také uvažovány jako vektory nekonečně-dimenzionálního prostoru, který je známý jako Hilbertův prostor. Studium funkcí definovaných v takto dostatečně obecných podmínkách také poskytuje pohodlnou metodu získávání informací o tom, jak se funkce mění v prostoru, stejně jako v čase. Při řešení parciálních diferenciálních rovnic se tato technika nazývá oddělení proměnných.

## Historie
První kroky v analýze byly učiněny již v počátcích řecké matematiky v období antiky. Například nekonečná geometrická řada byla známa již tehdy díky Zénonovým aporiím.
Později řečtí matematici jako například Eudoxos a Archimédés vytvořili ještě jasnější, ovšem zatím neformální, použití konceptu limit a konvergence, když používali metodu vyčerpání ke spočtení plochy a obsahu/objemu dvou- a třírozměrných objektů. V 12. století v Indii vytvořil matematik Bháskara II. koncepci diferenciálního počtu, příklady derivačního a diferenciálního koeficientu a také tvrzení, které je dnes známé jako Rolleova věta.
Základy matematické analýzy vznikají až v době, kdy byl přesně definován infinitezimální počet, nezávisle na sobě Leibnizem a Newtonem.
Úspěch infinitesimálního počtu se vyvinul časem na diferenciální rovnice, vektorový počet, variační počet, komplexní analýzu a diferenciální topologii.

## Aplikace
Vývoj a použití kalkulu (diferenciálního a integrálního počtu) a matematické analýzy měl a má dalekosáhlé důsledky pro téměř všechny aspekty života v moderním světě. Je používán téměř ve všech vědách, především ve fyzice. Prakticky všechny moderní výdobytky, například různé stavební techniky, letectví a jiné technologie používají infinitezimální počet přímo ve svých základech. Mnoho algebraických vzorců, které jsou dnes používané v balistice, energetice a jiných praktických vědách, byly odvozené prostřednictvím kalkulu.